# Трамблекур
Трамблеку́р (фр. Tremblecourt) — коммуна во французском департаменте Мёрт и Мозель региона Лотарингия. Относится к  кантону Домевр-ан-Э.	

## География
Трамблекур расположен в 22 км к северо-западу от Нанси. Соседние коммуны: Домевр-ан-Э и Манонвиль на севере, Рожевиль на северо-востоке, Розьер-ан-Э на юго-востоке, Авренвиль и Манонкур-ан-Вуавр на юге, Руайоме на юго-западе, Минорвиль на северо-западе.

## Демография
Население коммуны на 2010 год составляло 197 человек.
| 1962 | 1968 | 1975 | 1982 | 1990 | 1999 | 2010 |
| ---- | ---- | ---- | ---- | ---- | ---- | ---- |
| 189  | 172  | 175  | 199  | 167  | 152  | 197  |

## Достопримечательности
- Церковь: хоры XV века, неф XVIII века.